# Zastava Južne Osetije
Zastava Južne Osetije je trobojnica bijele, crvene i žute boje, s vodoravno postavljenim poljima. Propisao je ustav 26. studenog 1990., a potvrdila posebna Regulacija od 30. ožujka 1992. godine. Boje simboliziraju hrabrost u borbi (crvena), moralnu čistoću (bijela) i bogatstvo i prosperitet (žuta). Zastavu koristi i Alternativna vlast Južne Osetije, koja se protivi separatističkoj u Chinvaliju.
Izuzmemo li proporciju, praktički je identična zastavi ruske republike Sjeverne Osetije-Alanije, koja se nalazi s druge, sjeverne strane Kavkaza.